# Anders Hasselgård
Anders Hasselgård (Molde, 1º febbraio 1978) è un ex calciatore norvegese, di ruolo centrocampista.

## Carriera

### Club
Hasselgård debuttò nella Tippeligaen il 22 ottobre 1995, sostituendo Ole Bjørn Sundgot nel successo per 4-2 sul Brann. Il 13 luglio 1998 segnò le prime reti, con una doppietta nel pareggio per 4-4 contro il Viking. Rimase in squadra fino al termine del campionato 2004.

### Nazionale
Conta 4 presenze nella Norvegia under 21. Esordì il 21 aprile 1998, nella sconfitta per 3-0 contro la Danimarca under 21.